# 1164 Коболда
1164 Коболда (1164 Kobolda) — астероїд головного поясу, відкритий 19 березня 1930 року.
Тіссеранів параметр щодо Юпітера — 3,438.